# Nomfusi

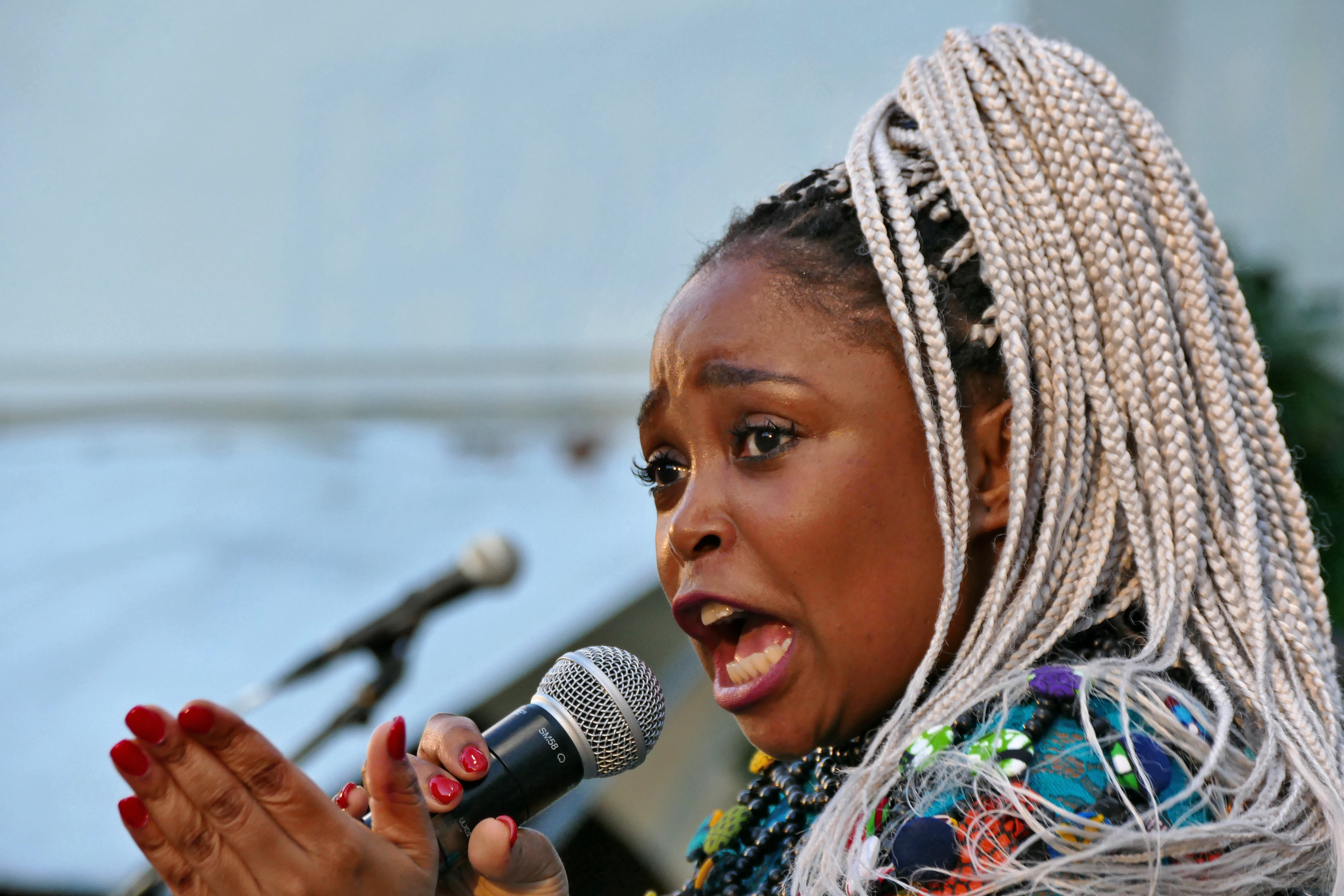
Nomfusi (2022)

Nomfusi, vollständiger Name Nomfusi Gotyana (* 1988 in KwaZakhele, Port Elizabeth) ist eine südafrikanische Sängerin.

## Leben und Karriere
Nomfusi wuchs bei ihrer alleinerziehenden Mutter Kwazibani mit zwei älteren Geschwistern im Township KwaZakhele bei Port Elizabeth auf. Ihre Mutter arbeitete als Hausangestellte und als Wahrsagerin und Heilerin (Sangoma), ihr Vater verbüßte eine langjährige Freiheitsstrafe. Als Nomfusi zwölf Jahre alt war, starb ihre Mutter an AIDS. Sie zog zu ihrer Tante – die drei Jahre später ebenfalls an AIDS starb – und von dort über Umwege nach Kapstadt, wo sie eine Ausbildung zur Buchhalterin absolvierte. 2007 wurde sie entdeckt, als sie auf der Bühne eines Restaurants sang, wo sie auch kellnerte. Ab 2008 trat sie mit der Begleitband Lucky Charms auf. 2009 unterzeichnete sie einen Plattenvertrag.
Von 2012 bis 2015 trat Nomfusi unter anderem an der Seite von Nneka und Roger Rekless bei den Münchener Music-for-Goals-Benefiz-Konzerten auf. Sie gab zudem zahlreiche weitere Konzerte in Europa, etwa beim WOMAD-Festival und beim FMM Festival das Musicas do Mundo oder 2022 beim Weltmusikfestival Horizonte, sowie in Nordamerika und trat unter anderem mit Angélique Kidjo und Hugh Masekela auf. 2013 spielte sie im Film Mandela – Der lange Weg zur Freiheit die Rolle der Sängerin Miriam Makeba. Zuvor hatte sie Mandela das 2009 entstandene Lied Iqalapha (etwa: „Hier beginnt es“) aus ihrem Debütalbum Kwazibani gewidmet.
2014 unternahm Nomfusi eine Deutschlandtournee und hatte weitere Auftritte in Europa. 2017 erschien ihr drittes Studioalbum African Day, ihr erstes vornehmlich in englischer Sprache aufgenommenes Werk. Die Platte wurde nach der Trennung von Universal Music auf dem Indie-Label Delicious Tunes veröffentlicht. Die Studioaufnahmen des Albums wurden in dem Welt-der-Wunder-Format Go Get’Em dokumentiert.

## Stil
Nomfusis Musik – oftmals als „Afro-Soul“ bezeichnet – enthält Elemente der Motown-Musik und des südafrikanischen Jazz der 1950er-Jahre. Sie sang überwiegend auf isiXhosa, ab ihrem Album African Day zunehmend auf Englisch.

## Auszeichnungen
Nomfusi erhielt 2010 den südafrikanischen Fleur du Cap Award. Sie war zwei Mal für den South African Music Award nominiert: 2011 für das beste Musikvideo und 2012 für das Album Take Me Home in der Kategorie Best Adult African.

## Diskografie (Auswahl)

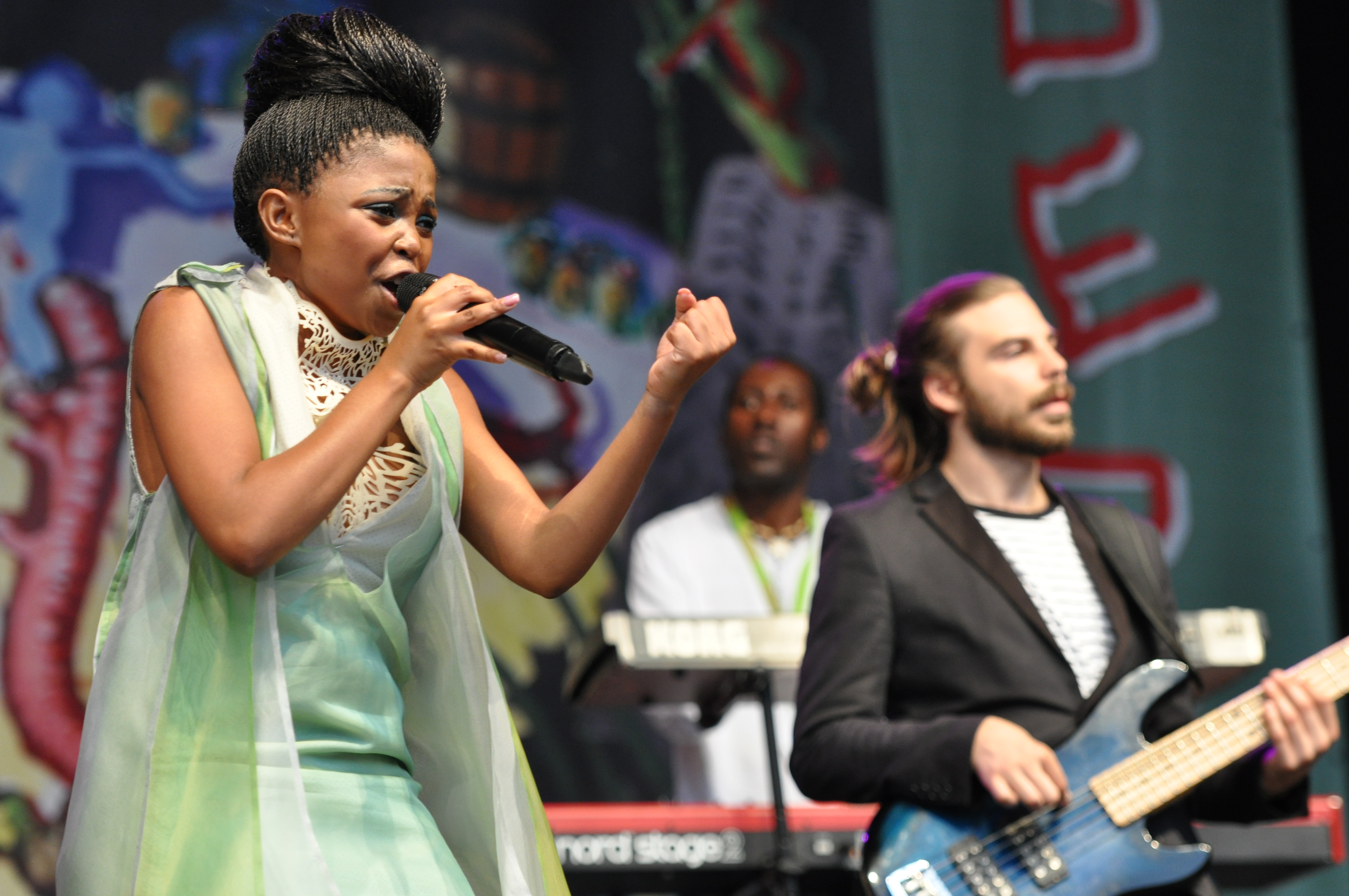
Nomfusi beim Nürnberger Bardentreffen (2014)

### Alben
- 2009: Kwazibani (Universal Music)
- 2012: Take Me Home (Universal Music)
- 2017: African Day (Delicious Tunes)
- 2021: The Red Stoep

### Singles
- 2008: Uthando Lwam (Qam Qam)
- 2009: Nontsokolo
- 2009: Kwazibani
- 2012: Kunjalo
- 2016: Heat (African Day) (mit Milk & Sugar)
- 2016: You Are

## Filmografie
- 2013: Mandela – Der lange Weg zur Freiheit (Mandela: Long Walk to Freedom)